# Piergiorgio Strata
Piergiorgio Strata (Albenga, 5 febbraio 1935) è un neuroscienziato italiano.
È professore emerito di Neurofisiologia presso l'Università degli Studi di Torino.

## Biografia
Laureato in Medicina all'Università di Pisa e allievo del Collegio Medico-Giuridico della Scuola Normale Superiore, ha svolto attività scientifica inizialmente presso l'Università di Pisa e successivamente in quella di Torino dove attualmente è Professore Emerito. Ha lavorato con il premio Nobel John Eccles a Canberra e a Chicago. Professore Associato onorario di Neurologia alla Northwestern University di Chicago dal 1967 al 1972, è stato Presidente dell'Istituto Nazionale di Neuroscience e Direttore scientifico dell'European Brain Research Institute “Rita Levi Montalcini”. Membro di Società e Accademie internazionali tra cui l’Academia Europaea e The New York Academy of Sciences, ricopre tuttora incarichi governativi a livello internazionale. Ha fatto parte del Comitato editoriale di diversi giornali a carattere internazionale, nonché di comitati di finanziamento. Vincitore dei premi: Lepetit, Golgi, Herlitzka, National Academy of Sciences XL Medal in Physical and Natural Sciences, International Garavoglia Prize for Neurology e Feltrinelli dell'Accademia dei Lincei, ha pubblicato oltre 300 pubblicazioni su riviste scientifiche internazionali.
È autore, tra l'altro, di La strana coppia Il rapporto mente-cervello da Cartesio alle neuroscienze (Carocci editore), e, con Giulio Giorello, di L'automa spirituale. Menti, cervelli, computer (Biblioteca di Cultura moderna Laterza), Dormire, forse sognare (Carocci Editore)
Nel 1990, fu presente al Centro di produzione Rai di Torino per gli approfondimenti sul tema de "Il gusto e l'olfatto" per la trasmissione La macchina meravigliosa, condotta da Piero Angela.
Si è occupato, come consulente sulle prove testimoniali e la formazione dei ricordi, di casi come la strage di Erba e l'omicidio di Marta Russo.